# 甘露糖受体

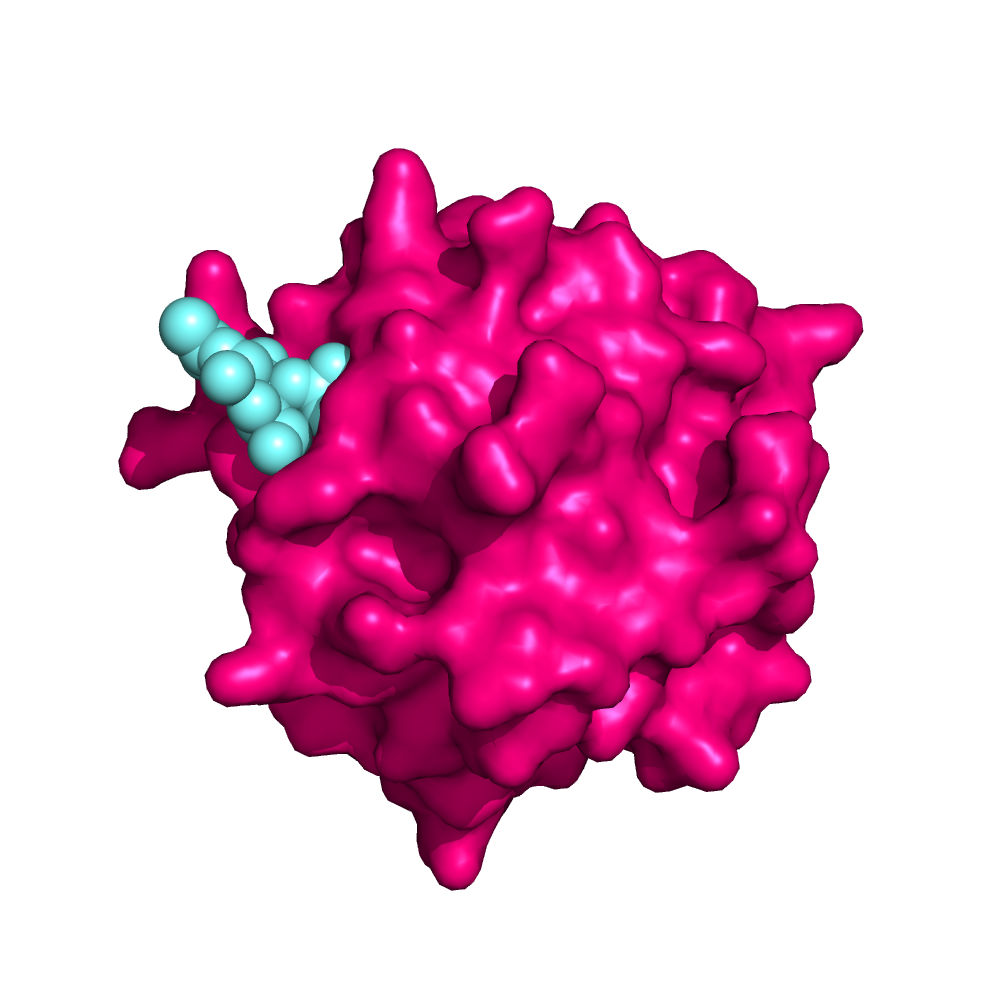
甘露糖受体N-末端富半胱氨酸结构域（粉色）与N-乙酰半乳糖胺（青色）结合

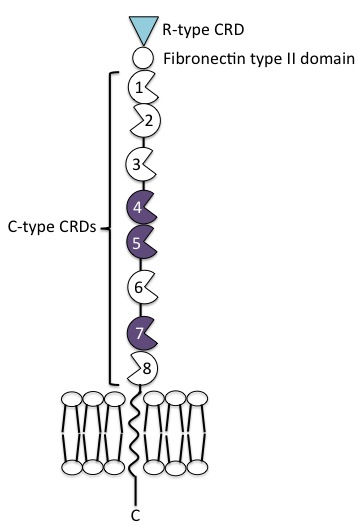
甘露糖受体的各个结构域

甘露糖受体是一类C-型凝集素，主要在巨噬细胞、未成熟樹突狀細胞和肝窦内皮细胞表面表达，在角质形成细胞、真皮成纤维细胞等皮肤细胞上也有表达。人类基因组中共有2个甘露糖受体基因：CD206（甘露糖受体1型，MRC1）和CD280（甘露糖受体2型，MRC2）。此外，甘露糖受体家族还包括CD205、PLA2R1以及CD302。